# Christine Scheyer
Christine Scheyer (Hohenems, 18 luglio 1994) è un'ex sciatrice alpina austriaca.

## Biografia
Specialista delle prove veloci attiva dal dicembre del 2009, Christine Scheyer ha esordito in Coppa Europa il 19 gennaio 2013 a Schruns in slalom speciale e in Coppa del Mondo il 12 dicembre 2014 a Åre in slalom gigante, in entrambi i casi senza concludere la prova. Il 4 febbraio 2016 ha ottenuto a Davos in supergigante il primo podio in Coppa Europa (3ª) e il 15 gennaio 2017 ad Altenmarkt-Zauchensee in discesa libera la sua unica vittoria, nonché primo podio, in Coppa del Mondo; ha esordito ai Campionati mondiali a Sankt Moritz 2017, dove si è classificata 6ª nella discesa libera, 15ª nel supergigante e 13ª nella combinata, mentre a quelli di Cortina d'Ampezzo 2021, sua ultima presenza iridata, si è piazzata 19ª nella discesa libera e 17ª nel supergigante. L'anno dopo ai XXIV Giochi olimpici invernali di Pechino 2022, sua unica presenza olimpica, è stata 6ª nella combinata; il 16 marzo dello stesso anno ha ottenuto a Courchevel/Méribel in discesa libera il secondo e ultimo podio in Coppa del Mondo (2ª), circuito nel quale ha preso per l'ultima volta il via il 3 marzo 2024 a Kvitfjell in supergigante (33ª), sua ultima gara in carriera: si è ritirata al termine di quella stessa stagione 2023-2024.

## Palmarès

### Coppa del Mondo
- Miglior piazzamento in classifica generale: 25ª nel 2017
- 2 podi:
  - 1 vittoria
  - 1 secondo posto

#### Coppa del Mondo - vittorie
| Data            | Località              | Paese   | Specialità |
| --------------- | --------------------- | ------- | ---------- |
| 15 gennaio 2017 | Altenmarkt-Zauchensee | Austria | DH         |

Legenda:

DH = discesa libera

### Coppa Europa
- Miglior piazzamento in classifica generale: 20ª nel 2016
- 3 podi:
  - 1 secondo posto
  - 2 terzi posti

### Australia New Zealand Cup
- Miglior piazzamento in classifica generale: 4ª nel 2015
- 4 podi:
  - 1 secondi posti
  - 3 terzi posti

### Campionati austriaci
- 3 medaglie:
  - 1 oro (discesa libera nel 2018)
  - 1 argento (combinata nel 2021)
  - 1 bronzo (supergigante nel 2021)

### Campionati austriaci juniores
- 2 medaglie[2]:
  - 1 oro (supercombinata nel 2012)
  - 1 bronzo (slalom gigante nel 2011)